# Hippe (Tochter des Anthippos)
Hippe (altgriechisch Ἵππη Híppē), auch Hippeia (Ἵππεια Híppeia) genannt, ist eine Gestalt der griechischen Mythologie.
Sie war eine Tochter des Anthippos. Von ihrem Gemahl Elatos, einem Fürsten der Lapithen, wurde sie Mutter des Argonauten Polyphemos.